# مدينة الشرق (الزرقاء)
مدينة الشرق منطقة سكنية تقع في لواء قصبة الزرقاء، محافظة الزرقاء في الأردن. تنتمي المنطقة لقضاء الزرقاء الذي يضم 5 مناطق. يقدر عدد سكانها بـ 10790 نسمة حسب إحصاء 2015.

## الوصلات الخارجية
- دائرة الاحصاءات العامة